# José María Ortega Trinidad

Wappen von José María Ortega Trinidad.

José María Ortega Trinidad (* 30. Dezember 1950 in Naván, Provinz Oyón) ist ein peruanischer Geistlicher und emeritierter Prälat von Juli.

## Leben
José María Ortega Trinidad empfing am 25. Juni 1978 die Priesterweihe.
Papst Benedikt XVI. ernannte ihn am 22. April 2006 zum Prälaten von Juli. Die Bischofsweihe spendete ihm der Erzbischof von Lima, Juan Luis Kardinal Cipriani Thorne, am 4. Dezember desselben Jahres; Mitkonsekratoren waren Erzbischof Rino Passigato, Apostolischer Nuntius in Peru, und Ricardo García García, Prälat von Yauyos.
José María Ortega Trinidad sprach sich dagegen aus, dass die Maryknoll-Patres James Madden, Michael Briggs, Robert Hoffmann und Edmund Cookson weiterhin in der Prälatur verbleiben.
Am 15. November 2018 nahm Papst Franziskus seinen vorzeitigen Rücktritt an.